# Sénateur de droit (Belgique)
Pour les sénateurs de droits italiens, voir Sénateur de droit.

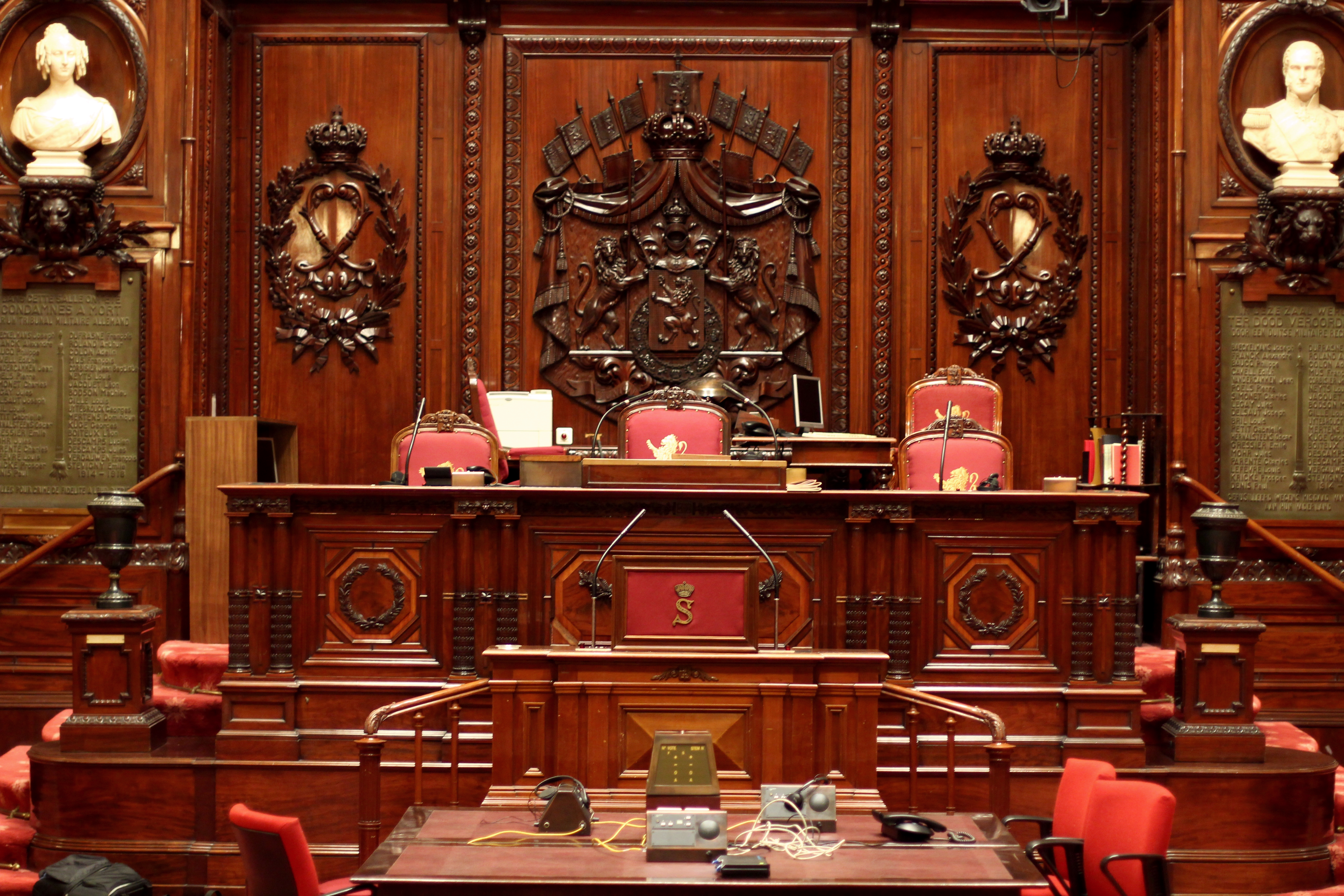
Sénat de Belgique

En Belgique, la fonction de Sénateur de droit était consacrée par l'ancien article 58 de la Constitution du 7 février 1831. Il permettait à l'héritier présomptif du Roi d'être de plein droit sénateur à partir de ses 18 ans.
L'institution de Sénateur de droit est abrogée en 2010 lors de la 53e législature du Parlement fédéral, cette abrogation ne prenant effet qu'en 2014, au moment du renouvellement des Chambres.

## Des sénateurs de droit
Les derniers sénateurs de droit étaient le Prince Philippe de Belgique (jusqu'à sa prestation de serment en 2013) ainsi que les Prince Laurent et Princesse Astrid jusqu'à l'abrogation.